# Adolf Loos
Adolf Franz Karl Viktor Maria Loos (Brno, Češka, 10. prosinca 1870. – Beč, 23. kolovoza 1933.) je austrijski arhitekt češkog porijekla.
Njegovo predavanje ("Ornament i zločin") održano u Beču 1908. predstavljalo je manifest integralnog funkcionalizma. Odbacivao je sve što bi podsjećalo na neki od poznatih stilova, jer su svi stilovi i svi ornamenti za njega bili laž.

## Životopis
Loos je rođen u njemačkoj obitelji u Brnu 1870. godine, kada je ovaj grad pripadao moravskom području Austro-Ugarskog Carstva. Imao je devet godina kada je njegov otac, kamenoklesar, preminuo.
Proveo je 3 godine u SAD-u (1893. – 96.) gdje je radio kao parketar i zidar. Boravak u SAD-u bio je presudan za njegovo daljnje stvaralaštvo, jer se tamo susreo s arhitekturom "Čikaške škole" i radom Louisa Sullivana. Po povratku u Beč ga je prihvatio intelektualni krug koji je uključivao znamenite kao što su: filozof Ludwig Wittgenstein, skladatelj Arnold Schönberg i spisatelj Karl Kraus.
Njegov osobni život je bio jako buran. God. 1902. oženio je kazališnu studenticu Carolinu Catherinu Obertimpfler, od koje se razveo već 1905. god. God. 1918. otkriven mu je rak na slijepom crijevu koje je dao odstraniti s dijelom crijeva. Nakon raspada Austro-Ugarskog Carstva, čehoslovački predsjednik Masaryk mu je dodijelio čehoslovačko državljanstvo. Tada mu je sluh već bio ozbiljno narušen. God. 1919. oženio je dvadesetogodišnju plesačicu i zvijezdu operete, Elsie Altmann, od koje se razveo 1926. Tada je već nosio ušnu trubu za sluh. God. 1928. bio je ocrnjen u pedofilskom skandalu. God. 1929. oženio je 35 godina mlađu kćerku svojih klijenata, fotografkinju Claire Beck. I od nje se razveo 1932. godine, godinu dana prije svoje smrti u 62 godini. Umro je siromašan u bečkoj četvrti Kalksburgu, a Claire Beck je objavom foto-dnevnika njegova života, Adolf Loos Privat 1936. god., pokušala skupiti novac za njegovu grobnicu. Sahranjen je u Zentralfriedhofenu uz svoje prijatelje, velike bečke umjetnike, Arnolda Schoenberga, Petera Altenberga i Karla Krausa.

## Djela
Adolf Loos je jedan od pionira moderne arhitekture, preteča kubizma i neoplastike. Kao protivnik jugendstila i secesije, projicira vrlo puritanske građevine.
Dizajnirao je neke od najpoznatijih građevina u razdoblju Bečke moderne. Među njima su Looshaus, Američki bar i Kuća Steiner. Looshaus u Beču (također poznata i kao zgrada Goldman & Salatsch) označava odbacivanje historicizma, kao i ukrasa bečke secesije. Izgled zgrade šokirao je građane Beča, jer su do tada imali drugačiji ukus. Zbog nedostatka ukrasa na fasadi, ljudi su zgradu prozvali "kućom bez obrva". Steinerova kuća postala je vrlo utjecajan primjer moderne arhitekture.
Iznenađujuće, ali njegove zgrade su raskošno ukrašene, naravno ne izvana i samo geometrijskim oblikovanim ukrasima koji su isticali samu teksturu materijala kao što su mramor ili egzotično drvo.
Sudjelovao je na natječaju izgradnje Hotela Esplanade u Zagrebu, ali njegov rad nije pobijedio.
- American Bar (Kärntner Bar) u Beču (1908.)
- Looshaus u Beču (1910.)
- Kuća Scheu u Beču (1913.)
- Kuća Rufer u Beču (1922.)
- Vila Müller u Pragu (1928.)